# Wisp (musicista)
Wisp, pseudonimo di Reid W. Dunn (New York, ...), è un musicista elettronico statunitense.
Inizia a comporre musica elettronica nel 1999. Dopo alcune pubblicazioni per alcune netlabel firma un contratto per la Sublight Records e successivamente per la Rephlex Records.

## Discografia

### Album ed EP
- 2005 NRTHNDR, Sublight Records
- 2006
  - Honor Beats, Sublight Records
  - Building Dragons, Terminal Dusk Records
- 2008 Katabatic (album), Rephlex Records
- 2009 The Shimmering Hour, Rephlex Records
- 2025 If Not Winter

### Mp3 Releases
- 2003
  - About Things That Never Were, Released on TavCOM Records
  - Frozen Days, Released on TavCOM Records
  - Quest for Excalipur, Released as a split with Denizen
  - Pleeper, Released on Bnkcrsh
- 2004
  - Fungus FLAP, Released on Earstroke
  - A Thousand Tomorrows, Released on TavCOM Records
  - HumpelndenBEATS, Released on Electrotards Records
  - Cultivar (album), Released on Music is For Assholes as Havaer
  - Let Me See Your Shapes
  - Lost in a Walk, Released on Project 168
  - Nine Acid, Released on Opaque Channel as Skønflap
  - SAW2 Reworked, Released on TavCOM Records
  - Xmas87
- 2005 In a Blue Face, Released on Earstroke